# Sportsklubben Nessegutten
Lo Sportsklubben Nessegutten era una società calcistica norvegese con sede nella città di Levanger. Fondata nel 1929, nel 1996 diede vita al Levanger, fondendosi con lo Sverre. Giocò nella Norgesserien 1947-1948, all'epoca massima divisione del campionato norvegese. Nella Coppa di Norvegia 1959, raggiunse i quarti di finale della manifestazione, prima d'essere eliminato dal Viking.